# Nicolas Ottermann
Nicolas "Nico" Ottermann (* 30. September 1986) ist ein deutscher Poolbillardspieler. Er wurde 2005 Vize-Europameister in der Disziplin 14/1 endlos, war bisher fünf Mal Deutscher Meister und ist fünffacher Jugend-Europameister.

## Karriere
Bei der Deutschen Einzel-Meisterschaft 2004 gelang es Ottermann erstmals unter die 16 besten Spieler zu gelangen. Durch einen Finalsieg gegen Ralf Souquet wurde er Deutscher Meister im 8-Ball. Im 9-Ball wurde er Fünfter. 2005 wurde er Vize-Europameister in der Disziplin 14/1 endlos. Er unterlag im Finale Thorsten Hohmann. Bei der Deutschen Meisterschaft 2005 konnte er seinen Titel im 8-Ball verteidigen und wurde zudem Deutscher 9-Ball-Meister, nachdem er im Finale Oliver Ortmann besiegte. Im gleichen Jahr stieg er außerdem mit der Mannschaft von Astoria Walldorf in die 2. Bundesliga auf.
Nachdem er sich bei der Deutschen Meisterschaft 2006 in keiner Disziplin das Viertelfinale qualifizieren konnte, erreichte er bei der 14/1-endlos-Weltmeisterschaft 2007 das Achtelfinale. Die Deutsche Meisterschaft 2007 verlief erneut wenig erfolgreich für ihn, er erreichte nur im 8-Ball das Viertelfinale. Mit der Mannschaft des BSV Dachau belegte er in seiner ersten Saison (2007/08) in der 1. Bundesliga den fünften Platz und entging damit nur knapp den Abstieg. Nachdem er bei der Deutschen Meisterschaft 2008 in keiner Disziplin unter die 16 besten Spieler gekommen war, wurde er 2009 Deutscher Meister im 9-Ball.
Bei der Mannschafts-WM 2010 erreichte Ottermann mit der Mannschaft Deutschland 1 das Achtelfinale. Die Mannschaft verlor jedoch mit 0:4 gegen den späteren Weltmeister Vereinigtes Königreich 1. Im gleichen Jahr nahm er zum zweiten Mal an einer Einzel-WM, der 9-Ball-WM 2010 teil. Er schied dabei jedoch in der ersten Runde aus.
Nachdem er in der Saison 2010/11 mit der Mannschaft des BV Mörfelden-Walldorf in die 1. Bundesliga aufstieg gewann er bei der Deutschen Meisterschaft 2011 die Bronze-Medaille im 8-Ball, nachdem er im Halbfinale mit 5:9 gegen Dominic Jentsch verlor. 2012 wurde er durch einen 9:7-Finalsieg gegen Sebastian Staab Deutscher 9-Ball-Meister. Im gleichen Jahr erreichte er mit einem dritten Platz bei der Austria Open 2012 sein bisher bestes Ergebnis auf der Euro-Tour. Bei der Deutschen Meisterschaft 2013 wurde Ottermann durch eine 8:9-Finalniederlage gegen Marco Spitzky Deutscher Vize-Meister im 9-Ball. Zudem wurde er Dritter im 10-Ball, nachdem er im Halbfinale gegen Sebastian Staab mit 4:8 verlor.
Nicolas Ottermann ist Mitglied der Sportfördergruppe der Bundeswehr. Er spielt mit einem Queue der Marke Eurowest, sein Breakqueue ist von der Marke Predator. Sein Spitzname ist Kaiman.